# Kim Mi-Na
Kim Mi-Na (ur. 4 lutego 1984 w Parmie) – włoska siatkarka grająca na pozycji rozgrywającej. 

## Sukcesy klubowe
Puchar Włoch:
- 2015

Mistrzostwo Włoch:
- 2015